# المشروع X (فلم 2025)
المشروع X هو فيلم مصري عُرض في عام 2025، من بطولة كريم عبد العزيز، ياسمين صبري، إياد نصار، هنا الزاهد، عصام السقا، مريم الجندي، أحمد غزي، مع ظهور خاص لماجد الكدواني وكريم محمود عبد العزيز، ومن قصة وإخراج بيتر ميمي. تم تصوير الفيلم في خمس دول: مصر، الفاتيكان، إيطاليا، تركيا، والسلفادور .

## قصة الفيلم
يعمل عالم آثار على مشروع متعلق بالطاقة في غرفة سرية بالهرم الأكبر، ليدخل بعدها في صراع مع منظمة دولية غامضة تحاول إخفاء المعلومات التي يبحث عنها، ويتقاطع طريقه مع عدة أشخاص يتسعين بهم خلال رحلته التي تمتد في أكثر من دولة، بينما يحاول إصلاح حياته المضطربة وعلاقته مع ابنته.

## الاستقبال
بدأ فيلم المشروع X، المنافسة على إيرادات شباك التذاكر يوم الأربعاء الموافق 21 مايو، إذ تم طرحه قبل أيام من انطلاق موسم عيد الأضحى المبارك. ووصل ليصل إجمالي ما حققه في خمسة أيام 22 مليونا و337 ألفا و223 جنيها. 

## الممثلون
- كريم عبد العزيز: يوسف الجمال
- ياسمين صبري: مريم
- إياد نصار: آسر
- أحمد غزي: مورو
- عصام السقا: صقر
- هنا الزاهد: شمس - ضيفة شرف
- محمود البزاوي: د. كمال
- صفاء الطوخي: مديرة مستشفي الأمراض العقلية
- ماجد الكدواني: الرجل الغامض - ضيف شرف
- كريم محمود عبد العزيز: عاطف - ضيف شرف
- مصطفى غريب: ملاك - ضيف شرف
- تامر نبيل: اخو شمس
- رشاد رشدي: فورتوناتو (موظف الفاتيكان)
- أمير كرارة: ضيف شرف

## وصلات خارجية
- المشروع X على موقع IMDb (الإنجليزية)
- المشروع X على موقع قاعدة بيانات الأفلام العربية
- المشروع X على موقع قاعدة بيانات الفيلم (الإنجليزية)
- المشروع X على موقع ليتربوكسد (الإنجليزية)